# Mohamed Sofian Belrekaa
Mohamed Sofian Belrekaa (21 de marzo de 1991) es un deportista argelino que compite en judo. Ganó una medalla en los Juegos Panafricanos de 2019, y seis medallas en el Campeonato Africano de Judo entre los años 2016 y 2022.

## Palmarés internacional
| Juegos Panafricanos | Juegos Panafricanos         | Juegos Panafricanos | Juegos Panafricanos |
| Año                 | Lugar                       | Medalla             | Categoría           |
| ------------------- | --------------------------- | ------------------- | ------------------- |
| 2019                | Rabat (Marruecos)           | Medalla de plata    | +100 kg             |
| Campeonato Africano |                             |                     |                     |
| Año                 | Lugar                       | Medalla             | Categoría           |
| 2016                | Túnez (Túnez)               | Medalla de bronce   | Abierta             |
| 2018                | Túnez (Túnez)               | Medalla de oro      | Abierta             |
| 2019                | Ciudad del Cabo (Sudáfrica) | Medalla de plata    | +100 kg             |
| 2020                | Antananarivo (Madagascar)   | Medalla de plata    | +100 kg             |
| 2021                | Dakar (Senegal)             | Medalla de plata    | +100 kg             |
| 2022                | Orán (Argelia)              | Medalla de oro      | +100 kg             |